# اوتراتا (استان اوپوله)
اوتراتا (به لهستانی:  Utrata) یک روستا در لهستان است که در گمینا ایزبیتسکو واقع شده‌است.